# Manuel Simó Marín
Manuel Simó Marín (Ontinyent, 1868 – València, 1 de setembre de 1936) fou un advocat i polític valencià, diputat a Corts Espanyoles durant la restauració borbònica.

## Biografia
Es llicencià en dret per la Universitat de València i destacà com a empresari de la confecció de mantes. També fou membre de la junta de govern del Col·legi d'Advocats de València.
El 1909 fou cap regional del jaumisme al País Valencià, i el 1911 va promoure l'aparició del Diario de Valencia, en el que hi va tenir de redactors Lluís Lúcia i Lúcia i Luis García Guijarro i on hi col·laboraren Juan Vázquez de Mella, Francisco Melgar, Rafael Díaz Aguado Salaverry, Joaquín Llorens i Severino Aznar. A les eleccions generals espanyoles de 1914 fou elegit diputat per València i regidor de l'ajuntament de València per la Lliga Catòlica, coalició formada per carlins i conservadors contra el blasquisme.
El 1921 fou membre de la Diputació Provincial de València pel districte d'Enguera-Ontinyent, però dimití a l'arribada de la dictadura de Primo de Rivera. Alhora, quan el 1919 s'escindí la Comunió Tradicionalista seguí al sector de Vázques de Mella i fou president del nou Partit Popular fins al 1922.
Membre d'Acció Catòlica, el 1930-1931 fou novament membre de la Diputació Provincial; el 1931 fou un dels fundadors de la Dreta Regional Valenciana amb Lluís Lúcia i Lúcia, amb la que fou regidor i portaveu del grup a l'ajuntament de València i membre de la Diputació de 1934 a 1936. En esclatar la guerra civil espanyola fou detingut, i posteriorment fou assassinat l'1 de setembre de 1936.